# Microlophus stolzmanni
Espèce
Synonymes
- Tropidurus stolzmanni Steindachner, 1891

Statut de conservation UICN

 LC  : Préoccupation mineure
Microlophus stolzmanni est une espèce de sauriens de la famille des Tropiduridae.

## Répartition et habitat
Cette espèce est endémique au nord du Pérou. On la trouve entre 400 et 1 900 m d'altitude. Elle vit dans la forêt tropicale sèche.

## Étymologie
Cette espèce est nommée en l'honneur de Jan Sztolcman.

## Publication originale
- Steindachner, 1891 : Über neue und seltene Lacertiden aus der herpetologischen Sammlung des k. k. naturhistorisches Hofsmuseums. Annalen des K.K. Naturhistorischen Hofmuseums, vol. 6, p. 371-378 (texte intégral).